# Jóquei (Teresina)
Jóquei é um bairro de Teresina e fica localizado na zona Leste da cidade. Possuía 6 827 habitantes de acordo o censo demográfico de 2022, o bairro concentra o maior IDH do Piauí e também concentra também a maior média de renda per capita do estado e é conhecido como o bairro dos ricos e milionários do estado do Piauí.